# La Lecture de la Bible
La Lecture de la Bible – ou Un père de famille qui lit la Bible à ses enfants – est un tableau réalisé en 1755 par le peintre français Jean-Baptiste Greuze.

## Description
Cette peinture à l'huile sur toile est une scène de genre qui représente une famille attablée autour de la lecture de la Bible que lui fait son patriarche. 

## Histoire
Elle est présentée à l'Académie royale le 28 juin 1755 puis exposée au Salon à partir du 25 août suivant. Déclarée trésor national en 2012, elle est conservée au musée du Louvre, à Paris, depuis 2016.